# البخاتي الشمالية (لبخاتي)
البخاتي الشمالية هي إحدى مشيخات المملكة المغربية، تتبع جغرافيا لإقليم آسفي وإداريًا للبخاتي. يقدر عدد سكانها بـ 2569 نسمة حسب الإحصاء الرسمي للسكان والسكنى لسنة 2004.